# Симфония № 1 (Брукнер)
Симфония № 1 до минор, WAB 101 — сочинение Антона Брукнера, первая симфония, которую он счёл достойной публичного исполнения. Хронологически ей предшествует Симфония № 00 (Ученическая), написанная в 1863 г. как экзаменационное сочинение. Премьера состоялась 9 мая 1868 в Линце под управлением автора.
Брукнер называл симфонию «keckes Beserl» (что приблизительно переводится как «дерзкая бабёнка»), имея в виду смелые новшества этой партитуры.

## Части
1. Allegro
2. Adagio
3. Scherzo (Schnell)
4. Finale (Bewegt, feurig)

## Версии

### 1866
Оригинальная редакция, написанная и исполненная в Линце; иногда именуется «непереработанной Линцской версией». Издана в 1998 г. под редакцией У. Каррагана.

### 1877
Результат переработки, сделанной Брукнером в 1877 г. в Вене (хотя эта версия часто именуется «Линцской»). Возможно, ещё несколько изменений было внесено в 1884 г. Версия представлена в изданиях Р. Хааса (1935) и Л. Новака (1953), на неё опирается большинство исполнений.

### 1891
Т. н. «Венская версия», значительно отличающаяся от предшествующих; представлена в издании Гюнтера Броше (1980).

### 1893
Первое издание, незначительно отличающееся от версии 1891.

## Состав оркестра
Деревянные духовые
2 флейты
2 гобоя
2 кларнета (B)
2 фагота
Медные духовые
4 валторны (F, Es)
2 трубы (C)
3 тромбона
Ударные
Литавры
Струнные
I и II скрипки
Альты
Виолончели
Контрабасы

## Избранная дискография
Первая коммерческая запись сделана в 1950 г.: Фолькмар Андреэ с Тонкюнстлероркестром; версия 1893.

### Версия 1866
- Георг Тинтнер c Королевским шотландским национальным оркестром (1998)

### Версия 1877 (Хаас)
- Клаудио Аббадо с симфоническим оркестром Итальянского радио (1969), Венским филармоническим оркестром (1969, 1972) и Кливлендским оркестром (1970)
- Яша Горенштейн с симфоническим оркестром Би-Би-Си (1971)
- Бернард Хайтинк с оркестром Консертгебау (1972) и симфоническим оркестром Баварского радио (1974)
- Отмар Суитнер с Берлинской государственной капеллой (1987)
- Георг Шолти с Чикагским симфоническим оркестром (1995)

### Версия 1877 (Новак)
- Ойген Йохум c Берлинским филармоническим оркестром (1965) и Саксонской государственной капеллой (1978)
- Клаудио Аббадо с Венским филармоническим оркестром (1969, 1996)
- Даниэль Баренбойм с Чикагским симфоническим оркестром (1980)
- Герберт фон Караян c Берлинским филармоническим оркестром (1981)
- Элиаху Инбал c симфоническим оркестром Франкфуртского радио (1987) и симфоническим оркестром Кёльнского радио (2010)

### Версия 1891
- Гюнтер Ванд с симфоническим оркестром Кёльнского радио (1981)
- Рикардо Шайи с симфоническим оркестром Берлинского радио (1987)
- Клаудио Аббадо с оркестром Люцернского фестиваля (2012)